# Javier Vidal Pradas
Javier Vidal Pradas (Barcelona, 23 de abril de 1953) es un actor, periodista, dramaturgo, profesor universitario y director teatral venezolano nacido en España.

## Biografía
Hijo de Rocío y Jaime, nació el 23 de abril de 1953 en Barcelona, España. Cuando contaba con 20 meses de vida, sus padres abordaron el barco Monte Altuve, en el que cruzaron el Atlántico en busca de libertad e igualdad de oportunidades.
A los 8 años tuvo su primer acercamiento con el fascinante mundo del teatro cuando le obsequiaron un teatrillo compuesto de tres títeres y una teatrina, con el que entretenía a los vecinos de su urbanización. Unos años después, regresa a España de vacaciones, y un tío lo invita al teatro, donde al final de la obra y muy conmocionado, comprendió lo que era el teatro, y que eso era lo que quería para su vida.
En el año 1973 funda en su colegio el Grupo Escénico Claret. Al año siguiente ingresa a la Sala Rajatabla del Ateneo de Caracas y en el Nuevo Grupo, dirigido por quien sería con el tiempo, su gran mentor y amigo Isaac Chocrón.
En el año 1975 se gradúa como Comunicador Social y empieza a trabajar como reportero de las páginas culturales de El Universal, junto a Sofía Imber y al mismo tiempo asume la dirección de cultura de la Universidad Simón Bolívar. Ese mismo año debuta en Televisión en la novela Pablo y Virginia, 
En 1979 ingresa a filas de Radio Caracas Televisión, donde pasa a realizar Estefanía, de Julio César Mármol, siendo su interpretación del poeta “Chaquetón” lo catapultó al estrellato. La delgadez de Javier Vidal dio vida a un poeta revolucionario que debió su apodo a la gran chaqueta que usaba casi como un uniforme. La telenovela protagonizada por Pierina España y José Luis Rodríguez, cuya trama se desarrolla durante la dictadura de Marcos Pérez Jiménez rompió récords de audiencia.
En 1982 hace su debut en el cine de la mano de Román Chalbaud en la película Cangrejo basada en el tristemente célebre caso del niño Vegas. Como dato curioso, en una de las escenas él junto a Patricia Toffoli protagonizan el único desnudo total de la historia del cine venezolano.
El 9 de septiembre de 1983 contrae matrimonio con la también periodista y actriz Julie Restifo. De esa unión nacen dos hijos Jan y Josette quienes actualmente siguen sus pasos en el camino de la actuación. Entre 1984, 1985 y 1993 tiene un breve paso por Venevisión, pero, la mayor parte de sus carrera se desarrollaría entre la década del 80 y el 2000 en RCTV.
En el 2011, después de dieciocho años fuera de las pantallas de Venevision, participa en la telenovela La Viuda Joven, de Martín Hahn, interpretando a Federico Humboldt. Un año después, regresa a esta televisora como Director Artístico del dramático Mi Ex me Tiene Ganas, también de Martín Hanhn, y al poco tiempo pasó a formar parte del elenco, interpretando  el personaje de Agustín Pradas.
En 2015 regresa a RCTV Producciones para participar y ser director artístico en dramáticos como Piel Salvaje y Corazón traicionado en 2015. En 
El dramaturgo también ha participado como actor de teatro, y ha dirigido más de 30 obras de teatro, de las cuales varias son de autoría, siendo la última Diógenes y las camisas voladoras, y como jurado en el reality Miss Venezuela: La magia de ser miss. Con ello también ha sido un gran defensor de estos géneros de dramáticos y la televisión. Ha escrito dos novelas, Devaneos eróticos de la farándula y Todos eran de izquierda, además de un poemario y diversos ensayos. 
En 2023 regresa a Venevisión para participar en la serie Dramáticas, realizado por Hispanomedios en conjunto con Venevisión, tras haber actuado en la última telenovela del canal, Para verte mejor de 2017.

### Vida privada
Casado con la actriz venezolana Julie Restifo, tiene dos hijos. Fue profesor de la cátedra de Teatro en la Universidad Católica Andrés Bello y la Universidad Central de Venezuela. Actualmente preside la fundación Isaac Chocrón y la productora de teatro Jota Creativa (antes Theja).

## Trayectoria

### Telenovelas
| Año  | Título                       | Cadena                   | Rol                                                         |
| ---- | ---------------------------- | ------------------------ | ----------------------------------------------------------- |
| 2023 | Dramáticas                   | Hispanomedios/Venevisión | Ignacio Mondragón                                           |
| 2020 | Almas en pena                | RCTV Producciones        | Dr Vidal                                                    |
| 2017 | Para verte mejor             | Venevisión               | Onofre Villahermosa                                         |
| 2016 | Corazón traicionado          | RCTV Producciones        | psiquiatra                                                  |
| 2015 | Piel salvaje                 | RCTV Producciones        | Fausto Aragón de la Rosa                                    |
| 2012 | Mi ex me tiene ganas         | Venevisión               | Agustín Prada                                               |
| 2011 | La viuda joven               | Venevisión               | Federico Humboldt                                           |
| 2008 | Nadie me dirá cómo quererte  | Eduardo Aristiguieta     |                                                             |
| 2007 | Mi prima Ciela               | Ignacio Salvador Silva   |                                                             |
| 2006 | Y los declaro marido y mujer | Gustavo Sampedro (Padre) |                                                             |
| 2005 | Ser bonita no basta          | Asdrúbal Torres          |                                                             |
| 2004 | Estrambótica Anastasia       | Klauss                   |                                                             |
| 2003 | La Invasora                  | rowspan="2" 21x21px RCTV | Alejandro Reyes                                             |
| 2002 | Rosa Elena                   | Id Red Canal Television  | Raul Fransisco Herez Fernandez Rodriguez Briceño de la Vega |
| 2002 | La mujer de Judas            | Id Red Canal Television  | Ludovico Agüero del Toro                                    |
| 2001 | Carissima                    |                          |                                                             |
| 2000 | Angélica Pecado              | Hugo Vallejo             |                                                             |
| 1999 | Carita pintada               | Tadeo Vargas             |                                                             |
| 1997 | Llovizna                     | Pío Heres Briceño        |                                                             |
| 1993 | Por amarte tanto             | Venevisión               | Javier                                                      |
| 1992 | La loba herida               | Marte Televisión         | Martín Guzmán \| Fernando del Paso                          |
| 1988 | La vida que te di            | N/A                      |                                                             |
| 1986 | Senza cuore                  | RAI                      |                                                             |
| 1985 | El hombre de Hierro          | VTV                      | Crispín                                                     |
| 1985 | Los Donatti                  | Venevisión               | Claudio Donatti                                             |
| 1985 | Cara a cara                  | RCTV                     |                                                             |
| 1985 | Azucena                      | RCTV                     | Rodolfo Itriago                                             |
| 1984 | Peligrosa                    | Venevisión               |                                                             |
| 1984 | Leonela                      | RCTV                     | Rafael Guerra                                               |
| 1983 | Días de infamia              | RCTV                     | Abraham                                                     |
| 1983 | Barbarita                    | RCTV                     |                                                             |
| 1982 | María Laura                  | RCTV                     |                                                             |
| 1982 | Es por amor                  | RCTV                     |                                                             |
| 1982 | Marta y Javier               | RCTV                     | Ernesto                                                     |
| 1982 | El esposo de Anaís           | RCTV                     | Gianpiero                                                   |
| 1981 | La hija de nadie             | RCTV                     | Lord Williams duque de Kendal                               |
| 1981 | Maite                        | RCTV                     | Cristóbal                                                   |
| 1981 | Rosa Campos, provinciana     | RCTV                     | Javier                                                      |
| 1981 | Luisana mía                  | RCTV                     | Henry                                                       |
| 1980 | Elizabeth                    | RCTV                     | José Antonio                                                |
| 1980 | La pensión Amalia            | RCTV                     |                                                             |
| 1980 | Estefanía                    | RCTV                     | Chaquetón                                                   |
| 1979 | Sangre azul                  | RCTV                     | David Granados                                              |
| N/A  | Pablo y Virginia             | N/A                      | Pablo                                                       |

### Teatro
| Año  | Obra                                      | Productora             | Personaje           |
| ---- | ----------------------------------------- | ---------------------- | ------------------- |
| 2016 | Padre e hijo (Microteatro)                | Grupo Theja            | Padre               |
| 2016 | Tal para cual                             | Jota Creativa          | Él                  |
| 2014 | Los navegaos (2.ª temporada)              | Palo de Agua           | Juan                |
| 2013 | Boeing boeing                             | Tulio Cavali           | Bernard             |
| 2013 | Relatos de alcoba                         | AENE Producciones      | Hombre              |
| 2013 | Rock’n’roll (de Tom Stoppard)             | Gladys Seco            | Max                 |
| 2012 | La maleta                                 | A. C. Humboldt         | Marido              |
| 2011 | Diógenes y las camisas voladoras          | M.J.M.                 | Diógenes            |
| 2011 | Baraka                                    | GA’80                  | Peter               |
| 2010 | Actos indecentes                          | Palo de Agua           | Oscar Wilde         |
| 2010 | Monogamia (2.ª temporada)                 | Jorgita Rodríguez      | Juan                |
| 2009 | Genio y locura                            | Camerata Barroca       | Nicolás Rico        |
| 2009 | Las Leandras                              | Conóperas              | Caballero Capanegra |
| 2008 | ¿Monogamia? (1.ª temporada)               | J. R. Producciones     | Juan                |
| 2008 | La verbena de la Paloma                   | Conóperas              | Alcalde             |
| 2007 | El método Gronholm                        | CDNT                   |                     |
| 2007 | Tal para cual (V.O.)                      | T.P.V.                 | Él                  |
| 2006 | Los navegaos (Estreno)                    | Palo de Agua           | Juan                |
| 2005 | Autorretrato de artista con barba y pumpá | Grupo Theja            | Reverón             |
| 2004 | Palabras encadenadas (c/ Julie Restifo)   | CDNT                   |                     |
| 2003 | La casa de Bernarda Alba                  | Grupo Theja            | Bernarda            |
| 2003 | Palabras encadenadas (c/ Elba Escobar)    | CDNT                   |                     |
| 2001 | Alma ausente                              | Globo                  | Declamador          |
| 2000 | Hipólito velado                           | Grupo Theja            | Teseo               |
| 1999 | María Queras                              | Grupo Theja            | Dionisio            |
| 1998 | Pessoa, escindido insomne                 | Grupo Theja            | Jorge Luis Borges   |
| 1998 | Cartas de amor                            | Escena Caracas         | Andy                |
| 1997 | Show time                                 | Grupo Theja            | Alberto Paz         |
| 1996 | Todo corazón                              | Grupo Theja            | E.L.                |
| 1995 | Amor de visita (de Alfred Jarry)          | Grupo Theja            | La Muerte           |
| 1993 | Mojiganga clásica                         | Grupo Theja            | Ernesto             |
| 1992 | Mojiganga clásica                         | Grupo Theja            | Ambrosio            |
| 1991 | Pequeño negocio de familia                | Grupo Theja            | Padre               |
| 1991 | Cyrano de Bergerac                        | Grupo Theja            | Cyrano              |
| 1990 | La hora del lobo                          | Grupo Theja            | Ingmar Bergman      |
| 1990 | La pulga en la oreja                      | Teatro Las Palmas      | V. E. Chandebise    |
| 1989 | Su novela romántica en el aire            | Grupo Theja            | Jorge Gil           |
| 1989 | Geranio                                   | Grupo Theja            | Geranio             |
| 1987 | M. Dessoliere (Montreal/Canadá)           | Ateneo de Caracas      | El pasado           |
| 1987 | Padre e hijo                              | Grupo Theja            | Hijo                |
| 1987 | El alquimista                             | Grupo Theja            | Cara (Máscara)      |
| 1987 | Perlita Blanca como sortija de señorita   | Grupo Theja            | Bombero             |
| 1986 | Jav & Jos                                 | Grupo Theja            | Jav                 |
| 1986 | El otro (de Unamuno)                      | Grupo Theja            | El otro             |
| 1985 | Exiliados (de James Joyce)                | Grupo Theja            | Richard Rowan       |
| 1984 | Hermes bifronte                           | Grupo Theja/Autoteatro | Luigi Pirandello    |
| 1984 | ¿Quién teme a Virginia Woolf?             | Nuevo Grupo            | Nick                |
| 1983 | Venus Venereus                            | Autoteatro             | Prof. Asembach      |
| 1983 | Marilyn, la última pasión                 | Grupo Theja            | El director         |
| 1982 | 13 insomnios                              | Autoteatro             | Karin               |
| 1982 | Salomé, otra pasión sin futuro            | Grupo Theja            | Salomé              |
| 1981 | Eclipse en la Casa Grande                 | Autoteatro             | David               |
| 1980 | Veladas dadá                              | Autoteatro             | Tristán Tzara       |
| 1980 | Galilei 1633                              | Autoteatro             | Torricelli          |
| 1980 | Gritos                                    | Autoteatro             | Karin               |
| 1980 | La alondra                                | Autoteatro             | El director         |
| 1979 | La alondra                                | Tucab                  | El director         |
| 1979 | Vestir al desnudo                         | Alianza Francesa       | Franco Laspiga      |
| 1978 | Lástima que sea una p...                  | CNIT/Nuevo grupo       | Giovanni            |
| 1978 | Los chicos de la banda                    | Conchita Obach         | Donald              |
| 1976 | Arlequín, servidor de dos patrones        | Nuevo Grupo            | Silvio Lombardi     |
| 1975 | J. C. Mártir                              | Nuevo Grupo            | Periodista          |
| 1974 | Los peces del acuario                     | Inciba/I. Guerra       | Pez Dorado          |
| 1973 | Amic Sirera                               | Centre Catalá          | Mayordomo           |

### Películas
| Año  | Título                | Personaje            |
| ---- | --------------------- | -------------------- |
| 1982 | Cangrejo              |                      |
| 1983 | Homicidio culposo     | Juan Carlos Johnnson |
| 1985 | Más allá del silencio |                      |
| 1986 | La otra ilusión       |                      |
| 1986 | Caso Bruzual          |                      |

### Director de teatro
| Año  | Obra                                                      | Autor                   | Productora                   |
| ---- | --------------------------------------------------------- | ----------------------- | ---------------------------- |
| 2023 | La promesa                                                | Javier Vidal            | Jota Creativa                |
| 2022 | Los Influencers                                           | Javier Vidal            | Jota Creativa                |
| 2022 | Madres                                                    | Javier Vidal            | Jota Creativa                |
| 2022 | Paradís                                                   | Javier Vidal            | Jota Creativa                |
| 2020 | Casas Muerta                                              | Miguel Otero Silva      | Jota Creativa                |
| 2018 | La Íntima del Presidente                                  |                         | Jota Creativa                |
| 2017 | Tenemos que hablar                                        |                         | AENE Producciones            |
| 2016 | Escrito & sellado                                         | Isaac Chocrón           | Jota Creativa                |
| 2016 | La homosexualidad, cosa de hombres                        | Daniel Ferrer           | Hispanomedios                |
| 2015 | La punta del iceberg                                      | Antonio Tabares         | Jota Creativa                |
| 2015 | Crónicas desquiciadas                                     | Indira Paéz             | Hispanomedios                |
| 2015 | Pechos de seda                                            | Belén Santaella         | Hispanomedios                |
| 2015 | Venezolanos desesperados                                  | Daniel Ferrer           | Hispanomedios                |
| 2015 | Te quiero, muñeca                                         | Ernesto Caballero       | Alberta Centeno Producciones |
| 2015 | Ni un pelo de tontas                                      | Sonia Chocrón           | AENE Producciones            |
| 2014 | Asia y el Lejano Oriente                                  | Isaac Chocrón           | IMAGINE                      |
| 2014 | Los navegaos (c/ Michel Hausmann)                         | Isaac Chocrón           | Palo de Agua                 |
| 2013 | Mátame                                                    | Martín Hahn             | Tráfico Teatro               |
| 2013 | Relatos de alcoba                                         | Enrique Salas           | Aene Producciones            |
| 2012 | De todas todas                                            | J. S. Escalona          | Grupo Theja                  |
| 2011 | Hombre casado busca                                       | Martín Hahn             | Tráfico Teatro               |
| 2010 | El rey de oro                                             | Martín Hahn             | Tráfico Teatro               |
| 2009 | Las Leandras (Musical)                                    | Francisco Alonso        | Conóperas                    |
| 2009 | Geranio                                                   | Xiomara Moreno          | KJCProducciones              |
| 2009 | La corte del Faraón (Musical)                             | Vicente Lleó            | Conóperas                    |
| 2008 | 7 para el 77 (aniversario Ateneo Caracas)                 | Varios autores          | Ateneo de Caracas            |
| 2008 | ¿Monogamia?                                               | De la Parra             | Jorgita Rodríguez            |
| 2008 | ''La verbena de la Paloma (musical)                       | Tomás Bretón            | Conóperas                    |
| 2007 | Tal para cual                                             | Javier Vidal            | T.P.V.                       |
| 2006 | TR3S                                                      | VV.AA.                  | Grupo Theja                  |
| 2005 | Tres reinas                                               | Martín Hahn             | Tráfico Teatro               |
| 2004 | Luisa Fernanda (musical)                                  | Federico Moreno Torroba | Conóperas                    |
| 2003 | La casa de Bernarda Alba                                  | Federico García Lorca   | Grupo Theja                  |
| 2003 | ¿Qué opina Ud. de la mujer que le quita el marido a otra? | Óscar Yanes             | T.P.V.                       |
| 2002 | De todos modos                                            | J.S. Escalona           | Grupo Theja                  |
| 2001 | Alma ausente (musical)                                    | Federico García Lorca   | GLOBO                        |
| 2000 | Simón                                                     | Isaac Chocrón           | IUDET                        |
| 2000 | Beckettianas                                              | Samuel Beckett          | IUDET                        |
| 1999 | Troyanas                                                  | Eurípides/Vidal         | IUDET                        |
| 1998 | Largo viaje del día hacia la noche                        | Eugene O’Neill          | THEJA/C.V.A.                 |
| 1998 | Pessoa, escindido insomne                                 | Vidal/Spano             | Grupo Theja                  |
| 1997 | Actos ilícitos                                            | Javier Vidal            | Grupo Theja                  |
| 1997 | O.K.                                                      | Isaac Chocrón           | C.N.T.                       |
| 1996 | Antes del desayuno                                        | Eugene O’Neill          | Grupo Theja                  |
| 1996 | La más fuerte                                             | August Strindberg       | Grupo Theja                  |
| 1995 | El motor                                                  | Rómulo Gallegos         | C.N.T.                       |
| 1994 | Marylin, la última pasión                                 | J. S. Escalona          | Grupo Theja                  |
| 1993 | Troyanas                                                  | Eurípides               | Grupo Theja                  |
| 1993 | Amor que mata (musical)                                   | R. Guinand/A. Báez      | C.N.T.                       |
| 1992 | Mojiganga clásica                                         | Javier Vidal            | Grupo Theja                  |
| 1991 | Pequeño negocio de familia                                | Alan Ayckbourn          | Grupo Theja                  |
| 1990 | La hora del lobo                                          | Ingmar Bergman + Vidal  | Grupo Theja                  |
| 1989 | Su novela romántica en el aire                            | Javier Vidal            | Grupo Theja                  |
| 1988 | Orquesta de señoritas                                     | Jean Anouilh            | Horacio Peterson             |
| 1987 | ¿Qué opina Ud. de la mujer que le quita el marido a otra? | Oscar Yanes             | Grupo Theja                  |
| 1986 | Jav & Jos                                                 | J.S. Escalona           | Grupo Theja                  |
| 1986 | El otro                                                   | Miguel de Unamuno       | Grupo Theja                  |
| 1985 | Recital for Cathy (musical)                               | Luciano Berio           | Ateneo Caracas               |
| 1984 | Señoras                                                   | J. S. Escalona          | Nuevo Grupo                  |
| 1982 | 13 insomnios                                              | Javier Vidal            | Autoteatro                   |
| 1981 | Eclipse en la Casa Grande                                 | Javier Vidal            | Autoteatro                   |
| 1980 | Veladas dadá                                              | VV.AA.                  | Autoteatro                   |
| 1980 | Galilei 1633                                              | Bertolt Brecht/Nemeth   | Autoteatro                   |
| 1979 | La alondra                                                | Jean Anouilh            | Autoteatro                   |
| 1973 | Prohibit suicidar-se en primavera                         | Alejandro Casona        | Grup Escénic                 |

## Libros editados
- Todos eran de izquierda (novela)
- Devaneos eróticos de un farandul (novela)
- De Talle Íntimo (poemario)
- Fósforos de la Impudicia (ensayo)
- El Juego en la dramaturgia latinoamericana (ensayo)
- Nuevas tendencias teatrales, la performance (ensayo)[14]

## Denuncias de plagio
Vidal ha sido acusado de cometer plagio de manera recurrente. En 1998 se le acusó de copiar parte del libro Performance Art: From Futurism to the Present, de la autora Roselee Goldberg, en su ensayo Nuevas tendencias teatrales: la performance.  Tras analizar el contenido de ambos libros, la editorial Monte Ávila Editores decidió retirar del mercado el ensayo de Vidal Después de esta denuncia, Vidal renunció a su posición de Profesor de Radio en la Universidad Católica Andrés Bello. En 1999, el escritor y editor Harry Almela lo acusó públicamente de plagiar el libro El juego del juego de Jean Duvignaud en su ensayo El juego de la dramaturgia latinoamericana contemporánea.

## Premios otorgados
Vidal se ha hecho merecedor de múltiples premios y reconocimientos a nivel nacional e internacional. Como actor en 1980 recibió el Premio de Teatro de la Crítica; Premio Casa del Artista como dramaturgo en 1998 y Premio Municipal como Director en 1996 y de nuevo obtuvo este galardón, en el 2004. 
Asimismo, le otorgaron el Premio ACE de Nueva York por su excelente participación en la telenovela Llovizna, y el QUETZAL de México por su intervención en el dramático La mujer de Judas. También el Premio Internacional Rómulo Gallegos en 1979, como periodista de la fuente cultural del diario El Universal.
Recibió la Orden Andrés Bello en Primera Clase en 1997, la Orden Mérito al Trabajo en Primera Clase en 1993 y la Medalla Mérito al Trabajo, en la Universidad Católica Andrés Bello.